# Tư Mã Ngang
Tư Mã Ngang (chữ Hán: 司馬昂; 229-205 TCN) là một tướng quân của nước Triệu vào thời Hán Sở. Tổ tiên của Tư Mã Ý.

## Tiểu sử
Tư Mã Ngang lúc đầu làm tướng của nước Triệu. Vào năm 206 TCN, nước Tần bị diệt vong, Hạng Vũ phân chia các nước chư hầu và ông được ban cho làm Ân vương được đất phong ở Hà Nam. Tháng 3 năm 205 TCN, Hàn Tín đánh chiếm lấy nước Ân và bắt được Tư Mã Ngang. Ông đầu hàng và đất phong của ông trở thành lãnh thổ của triều đại nhà Hán, ông mất vào cùng năm đó không rõ nguyên nhân.
Hậu duệ của ông là Tư Mã Viêm có công trong việc thành lập nên triều đại nhà Tấn. Về sau, nhà Tấn bị diệt vọng các người trong gia tộc đều bỏ trốn và thay đổi họ để tránh bị giết chết.
Ông xuất hiện trong cuốn Sử Ký của Tư Mã Thiên, nhưng trong đó ông được nhắc đến rất ít chỉ sơ lược qua là chủ yếu nên thông tin còn sơ sài có thể không còn do phần lớn các trận Hán Sở chủ yếu phần lớn đều nhờ vào cuốn Sử Ký.